# Elisabetta Armiato
Elisabetta Armiato (Milano, 9 agosto 1962) è una ballerina italiana.

## Biografia
Elisabetta Armiato studia alla Scuola di Ballo del Teatro alla Scala diplomandosi nel 1981, anno in cui entra nel Corpo di Ballo del Teatro alla Scala.
Debutta al Teatro alla Scala in Coppélia nel 1986 in coppia con Biagio Tambone. Nel 1987 viene nominata prima ballerina. Nel 1989 apre la stagione lirica alla Scala nel Divertissement delle Quattro Stagioni de I vespri siciliani di Giuseppe Verdi con Carla Fracci e Patrick Dupont, mettendo in mostra "il virtuosismo tecnico tipico della scuola milanese di Caterina Beretta". Nel 2000 viene nominata prima ballerina interprete.
Definita ballerina "di tecnica brillante e temperamento vivace", oltre ai già citati Coppélia e Divertissement delle Quattro Stagioni, interpreta Tatjana alla Scala (1993), alternando il ruolo della protagonista con Carla Fracci, Oriella Dorella e Isabel Seabra. Nel 1994, con il Corpo di Ballo del teatro meneghino, danza al Teatro dell'Opera del Cairo il balletto La strada ispirato al film La strada di Federico Fellini, che il coreografo Mario Pistoni realizza nel 1966 su musiche di Nino Rota.
Oltre ai ruoli del repertorio ottocentesco (La Bayadère) e del Novecento (Onegin), è protagonista anche dei nuovi balletti narrativi tra cui Il rosso e il nero di Uwe Scholz (1994); Giselle di Mats Ek (1997) per il quale le viene assegnato il premio Danza & Danza. Tra le sue numerose esibizioni si ricordano  Les deux pigeons di F. Ashton (1992), Capriccio per piano di George Balanchine su musiche di  Stravinskij (1994), oltre a Lo schiaccianoci (1994) e Don Chisciotte (1995) su coreografie di Rudol'f Nureev.
Nel 2007 abbandona la danza dopo 35 anni di carriera in cui ha danzato coreografie classiche (Marius Petipa, Rudol'f Nureev, George Balanchine, Natalija Makarova, Frederick Ashton, John Cranko, Heinz Spoerli, Uwe Schulz, Hans Van Manen) e contemporanee (Mario Pistoni, Roland Petit, Alvin Ailey, Jiří Kylián, William Forsythe, Paul Taylor, Mats Ek, Wayne Eagling, Louis Falco, Mauro Bigonzetti).
Attualmente è presidente della Fondazione Culturale Pensare Oltre.

## Premi
- 1987 Premio Candy, nuova stella della danza[1]
- 1988 Premio Positano Léonide Massine[1]
- 1997 Premio Danza & Danza protagonista della danza[9]
- 2001 Premio Arenzano in Danza - Terza Edizione[13]
- 2020 Premio Lo Schiaccianoci d'Oro - IV Edizione[14][15]